# Josef von Sternberg
Josef von Sternberg, geboren als Jonas Sternberg (Wenen, 29 mei 1894 – Hollywood, 22 december 1969), was een Oostenrijks-Amerikaans filmregisseur.
Sternberg staat bekend als een groot stilist, en vooral als de ontdekker van Marlene Dietrich: hij werkte voor het eerst met haar samen in Der blaue Engel (de eerste Duitse geluidsfilm) en zou nadien nog vele films met haar draaien. Samen met Erich von Stroheim, F.W. Murnau, Fritz Lang, Ernst Lubitsch en Billy Wilder behoorde Von Sternberg tot de grote groep Duitse en Oostenrijkse filmemigranten die in Hollywood de Amerikaanse cinema mee vorm zouden geven.
Sternberg publiceerde zijn autobiografie onder de titel Fun in a Chinese Laundry, een boek waarin hij ongezouten zijn mening over collega-regisseurs, critici en acteurs geeft.
De Belgische regisseur Harry Kümel is een groot bewonderaar van Von Sternberg: hij interviewde hem voor de toenmalige BRT en droeg zijn speelfilm Monsieur Hawarden aan hem op.

## Filmografie
- 1925: The Salvation Hunters
- 1926: Exquisite Sinner (verloren gegaan)
- 1926: A Woman of the Sea (verloren gegaan)
- 1927: Underworld
- 1928: The Last Command
- 1928: The Dragnet (verloren gegaan)
- 1928: The Docks of New York
- 1929: The Case of Lena Smith (verloren gegaan)
- 1929: Thunderbolt
- 1930: Der blaue Engel
- 1930: Morocco
- 1931: Dishonored
- 1931: An American Tragedy
- 1932: Shanghai Express
- 1932: Blonde Venus
- 1934: The Scarlet Empress
- 1935: The Devil Is a Woman
- 1935: Crime and Punishment
- 1936: The King Steps Out
- 1939: Sergeant Madden
- 1941: The Shanghai Gesture
- 1952: Macao
- 1953: Anatahan
- 1957: Jet Pilot